# Municipio de Lorain
El municipio de Lorain (en inglés: Lorain Township) es un municipio ubicado en el condado de Nobles en el estado estadounidense de Minnesota. En el año 2010 tenía una población de 297 habitantes y una densidad poblacional de 3,27 personas por km².

## Geografía
El municipio de Lorain se encuentra ubicado en las coordenadas 43°37′45″N 95°30′14″O / 43.62917, -95.50389. Según la Oficina del Censo de los Estados Unidos, el municipio tiene una superficie total de 90.79 km², de la cual 89,72 km² corresponden a tierra firme y (1,18 %) 1,07 km² es agua.

## Demografía
Según el censo de 2010, había 297 personas residiendo en el municipio de Lorain. La densidad de población era de 3,27 hab./km². De los 297 habitantes, el municipio de Lorain estaba compuesto por el 89,56 % blancos, el 0,34 % eran afroamericanos, el 2,69 % eran asiáticos, el 7,07 % eran de otras razas y el 0,34 % eran de una mezcla de razas. Del total de la población el 9,09 % eran hispanos o latinos de cualquier raza.